# اوليسيا كوروشكينا
أوليسيا كوروشكينا (مواليد 6 سبتمبر 1983 ) لاعبة كرة قدم روسية، تلعب في مركز مهاجم مع نادي زفيزدا بيرم في بطولة كرة القدم الروسية للسيدات وهي عضوة في المنتخب الوطني الروسي، وشاركت في بطولة أوروبا 2009 حيث سجلت هدف روسيا الأخير في المسابقة.